# Touros de Guisando
Os Touros de Guisando são um conjunto escultórico vetão que se situa no cerro de Guisando, no município de El Tiemblo, na província de Ávila (Espanha). Trata-se duns berrões, esculturas realizadas em granito que representam quadrúpedes, identificados quer com touros quer com porcos. Acredita-se que foram realizados no século II a.C. A paragem dá nome ao pacto que ali foi firmado em 1468 entre o rei Henrique IV de Castela e sua meia-irmã, a futura Isabel a Católica. O conjunto está classificado como Bien de Interés Cultural.